# Mon ami Hitler
Mon ami Hitler (わが友ヒットラー, Waga tomo Hittorā) est une pièce de théâtre écrite en 1968 par l'écrivain japonais Yukio Mishima. Les quatre personnages sont Adolf Hitler, Gustav Krupp, Gregor Strasser et Ernst Röhm, les deux derniers victimes de la Nuit des Longs Couteaux qui a inspiré le titre de la pièce. L'action se déroule en 1934.

## Critiques
Les critiques[Qui ?] considèrent la pièce à la fois comme anti-fasciste et comme une prédication du fascisme.[pas clair]

## Source de la traduction
- (en) Cet article est partiellement ou en totalité issu de l’article de Wikipédia en anglais intitulé « My Friend Hitler » (voir la liste des auteurs).